# Girolita
La girolita és un mineral de la classe dels silicats, que pertany i dona nom al grup de la girolita. Rep el nom del grec guros, "cercle", en al·lusió a la forma rodona de les agrupacions cristal·lines que presenta.

## Característiques
La girolita és un silicat de fórmula química NaCa₁₆(Si₂₃Al)O₆₀(OH)₈(H₂O)₁₄. Cristal·litza en el sistema triclínic. La seva duresa a l'escala de Mohs és 2,5.
Segons la classificació de Nickel-Strunz, la girolita pertany a «09.EE - Fil·losilicats amb xarxes tetraèdriques de 6-enllaços connectades per xarxes i bandes octaèdriques» juntament amb els següents minerals: bementita, brokenhillita, pirosmalita-(Fe), friedelita, pirosmalita-(Mn), mcgil·lita, nelenita, schal·lerita, palygorskita, tuperssuatsiaïta, yofortierita, windhoekita, falcondoïta, loughlinita, sepiolita, kalifersita, orlymanita, tungusita, reyerita, truscottita, natrosilita, makatita, varennesita, raïta, intersilita, shafranovskita, zakharovita, zeofil·lita, minehil·lita, fedorita, martinita i lalondeïta.

## Formació i jaciments
Va ser descoberta a The Storr, a la localitat de Portree, la ciutat més gran de l'Illa d'Skye (Highlands, Escòcia). Tot i tractar-se d'una espècie no gaire habitual ha estat descrita en tots els continents del planeta a excepció de l'Antàrtida.